# Omar (album)
Omar je debitantski studijski album slovenskega pop pevca Omarja Naberja.
Izšel je leta 2005 na kaseti in CD-ju z različnima vrstnima redoma pesmi.
Ni povsem jasno, zakaj je bilo to storjeno, saj je to največkrat zaradi omejitve trajanja posnetka na vsaki strani kasete, na CD-ju pa to ni pomembno. V obeh formatih pa so na albumu iste skladbe.
Skladbe na albumu so večinoma v slovenskem jeziku, dodane pa so še štiri angleške različice posnetih slovenskih pesmi.
Albumu je priložena knjižica z besedili.

## Glasba
»Vse, kar si želiš« je izšel kot glavni singel z albuma.
»Stop« je izšel kot drugi singel iz albuma – pesem je predstavljala Slovenijo na polfinalu na Pesmi Evrovizije 2005 in je bila posneta dvakrat z različnimi orkestracijami. Druga različica je uporabila orkestracijo, ki je bila uporabljena na Evroviziji, ta različica pa se je pojavila na uradnem CD-ju tekmovanja za Pesem Evrovizije 2005, vendar ne na nobeni različici tega albuma. Vseeno pa se pojavlja na albumu Kareem iz leta 2007. Pesem je bila posneta tudi v angleščini, poleg različnih orkestracij tudi z različnimi besedili. Originalni posnetek je bil imenovan »On My Own«, verzija po novem snemanju pa je bila imenovana »Go«. V srbski izdaji tega albuma je bil »Stop« v hrvaščini, ne v srbščini. Prav tako srbska izdaja albuma vsebuje »Go« in ne »On My Own«, ki se ne pojavi na izvirni CD ali kasetni izdaji.
Tudi pesmi »Omar, ti teslo«, »Polje tvojih sanj«, »Skrivaj sanjava«, »Ves tvoj svet« in »Krasen dan« so izšle kot singli.

## Seznam pesmi
Vse pesmi je napisal in uglasbil Omar Naber, razen, kjer je drugače napisano. Je tudi soaranžer vseh pesmi.
| CD              | CD                    | CD                  | CD              | CD              | CD      |
| Št.             | Naslov                | Besedilo            | Glasba          | Priredba        | Dolžina |
| --------------- | --------------------- | ------------------- | --------------- | --------------- | ------- |
| 1.              | „Krasen dan‟          |                     |                 | F. Zabukovec    | 3:09    |
| 2.              | „Vse, kar si želiš‟   | R. Volker, O. Naber |                 | M. Štibernik    | 3:02    |
| 3.              | „Stop‟                | U. Vlašič           |                 |                 | 3:00    |
| 4.              | „Polje tvojih sanj‟   | R. Volker, O. Naber |                 | M. Štibernik    | 3:08    |
| 5.              | „Skrivaj sanjava‟     | U. Vlašič           |                 | M. Štibernik    | 4:14    |
| 6.              | „Dokler se ne zbudim‟ | K. Štok             |                 | M. Štibernik    | 4:12    |
| 7.              | „Omar, ti teslo‟      | Trkaj, O. Naber     |                 | M. Štibernik    | 3:36    |
| 8.              | „Ves tvoj svet‟       | K. Štok, O. Naber   |                 | F. Zabukovec    | 3:51    |
| 9.              | „Ni me sram‟          | F. Zabukovec        | F. Zabukovec    | F. Zabukovec    | 4:05    |
| 10.             | „Sunny Day‟           |                     |                 | M. Štibernik    | 3:02    |
| 11.             | „It's All Up to You‟  |                     |                 | M. Štibernik    | 3:08    |
| 12.             | „Somehow‟             |                     |                 | M. Štibernik    | 4:11    |
| 13.             | „On My Own‟           |                     |                 | M. Štibernik    | 2:58    |
| Skupna dolžina: | Skupna dolžina:       | Skupna dolžina:     | Skupna dolžina: | Skupna dolžina: | 45:36   |

## Sodelujoči

### Glasbeniki
- Omar Naber – glavni vokal, kitara na posnetkih od 1 do 7 in od 9 do 12

- Katja Koren – spremljevalni vokal na posnetkih od 2 do 5 in od 10 do 12
- Anja Baš – spremljevalni vokal na posnetkih 4, 5 in 12
- Teja Saksida – spremljevalni vokal na posnetkih 8 in 13

- Martin Štibernik – kitara na posnetkih 2, 6 in 10
- Pero Micić – kitara na posnetkih 5, 6 in 12
- Klemen Kotar – saksofon na posnetku 6
- Franci Zabukovec – kitara na posnetkih od 7 do 9 in 13, bas kitara na posnetku 9
- Anže Langus – bas kitara na posnetkih 1 in 7
- Jani Hace – bas kitara na posnetkih od 2 do 6, 8 in od 10 do 13
- Jaka Lipar – bobni na posnetkih od 2 do 6 in od 10 do 12
- B. Tršar – bobni na posnetku 9

### Produkcija
- Franci Zabukovec – producent posnetkov 1, 7 in 9
- Martin Štibernik – producent posnetkov od 2 do 6, 8 in od 10 do 13, mastering
- Aleš Bravničar – fotografija
- Katja Rosa – styling
- Zvone Kukec – oblikovanje

## Srbska izdaja
Leta 2006 je bil album na novo posnet z večino pesmi v srbščini skupaj z dvema pesmima v angleščini z namenom, da bi privabil srbsko-govoreče občinstvo.
Izšel je pri založbi Automatik Records na CD-plošči in v pretočni digitalni obliki.
Album ima nekoliko spremenjen vrstni red skladb, priložena mu knjižica z besedili.

### Seznam skladb
Vse pesmi je napisal in uglasbil Omar Naber, razen, kjer je drugače napisano. Je tudi soaranžer vseh pesmi.
| Št.             | Naslov             | Besedilo        | Glasba          | Priredba        | Dolžina |
| --------------- | ------------------ | --------------- | --------------- | --------------- | ------- |
| 1.              | „Novi dan‟         | S. Vukomanović  |                 | F. Zabukovec    | 3:06    |
| 2.              | „Strah od letenja‟ | S. Vukomanović  |                 | M. Štibernik    | 3:04    |
| 3.              | „Ludi od ljubavi‟  | S. Vukomanović  |                 | M. Štibernik    | 3:08    |
| 4.              | „Glavom kroz zid‟  | S. Vukomanović  |                 | M. Štibernik    | 4:12    |
| 5.              | „Ja sanjam‟        | S. Vukomanović  |                 | M. Štibernik    | 4:11    |
| 6.              | „Ne vrijedi‟       | S. Vukomanović  |                 | F. Zabukovec    | 3:50    |
| 7.              | „Naše je vrijeme‟  | S. Vukomanović  |                 | M. Štibernik    | 3:36    |
| 8.              | „Stop‟             | S. Vukomanović  |                 | M. Štibernik    | 2:56    |
| 9.              | „Priznajem‟        | S. Vukomanović  | F. Zabukovec    | F. Zabukovec    | 4:11    |
| 10.             | „Somehow‟          |                 |                 | M. Štibernik    | 4:11    |
| 11.             | „On My Own‟        |                 |                 | M. Štibernik    | 2:54    |
| Skupna dolžina: | Skupna dolžina:    | Skupna dolžina: | Skupna dolžina: | Skupna dolžina: | 38:58   |

### Produkcija
- Mirko Vukomanović – producent
- Goran Živković – mastering
- Jaka Vinšek – fotografija